# Lotte Kærså
Lotte Kærså (født 3. juni 1929, død 10. januar 2022) var en dansk pædagog (uddannet på Fröbelseminariet), komponist og forfatter.

## Karriere
Hun stiftede under sin uddannelse til pædagog bekendtskab med Bernhard Christensen og Astrid Gøssel, hvilket kom til at præge hendes fremtidige syn på arbejdet med børn.

## Privatliv
Lotte Kærså var mor til musikerne Morten, Mads og Rasmus Kærså, med hvem hun i 1979 dannede gruppen Lotte Kærså og græsrødderne.